# Brazilianen in Nederland
Met Brazilianen in Nederland (Portugees: Brasileiros na Holanda) worden in Nederland wonende Brazilianen, of Nederlanders van Braziliaanse afkomst aangeduid. De Brazilianen zijn de op een na grootste migrantengroep uit Zuid-Amerika: alleen Surinaamse Nederlanders zijn omvangrijker.

## Aantal
Volgens het Centraal Bureau voor de Statistiek (CBS) woonden er op 1 januari 2020 zo'n 33.348 Nederlanders met een Braziliaanse migratieachtergrond in Nederland. Het overgrote deel van de Brazilianen in Nederland is vrouwelijk (19.553 vrouwen tegen 13.795 mannen). 
| Eerste generatie | 3.933 | 5.414 | 7.584  | 10.719 | 13.623 | 22.330 |
| Tweede generatie | 2.656 | 3.499 | 4.705  | 6.303  | 8.418  | 11.018 |
| Totaal           | 6.589 | 8.913 | 12.289 | 17.022 | 22.041 | 33.348 |

De Braziliaanse gemeenschap in Nederland is vrij jong. Bijna een kwart van de Brazilianen is tussen de 0 en 14 jaar oud (8.269 personen), terwijl minder dan 2% 65 jaar of ouder is (665 personen).

## Bekende Nederlanders van Braziliaanse afkomst
- Immanuel Pherai, voetballer
- Lucas Bijker, voetballer
- Gustavo Hamer, voetballer
- Douglas Franco Teixeira, voetballer
- Inge Vermeulen, hockeyinternational